# Jet Lag (песня Simple Plan)
Jet Lag — второй официальный сингл (в некоторых странах — первый) группы Simple Plan с четвёртого студийного альбома. Сингл был выпущен 25 апреля 2011 года в двух версиях. Для записи песни была приглашена британская поп-певица Наташа Бедингфилд, другая версия на французском языке была записана с вокалом франкоканадской певицы Мэри Мэй.
О новом сингле объявили вокалист группы Пьер Бувье и гитарист Себастьян Лефебр в своем видеообращении 20 апреля 2011 года. В обращении был назван, как «первый реальный официальный сингл» с нового альбома.

## Видео
Клип был выпущен 4 мая 2011 года.

## Список композиций
1. "Jet Lag" (featuring Natasha Bedingfield) – 3:25

## Чарты
| Чарт (2011)                            | Макс позиция |
| -------------------------------------- | ------------ |
| Australia (ARIA)                       | 8            |
| Канада (Billboard Canadian Hot 100)    | 11           |
| Франция (SNEP)                         | 11           |
| Германия (GfK)                         | 59           |
| Indonesian Official Chart              | 1            |
| Indonesian Hot 100                     | 2            |
| Japan (Japan Hot 100)                  | 14           |
| Malaysia (Malay Hot 100)               | 6            |
| Нидерланды (Single Top 100)            | 81           |
| Philippines (Myx International Top 20) | 1            |
| Швейцария (Schweizer Hitparade)        | 54           |
| Taiwanese Single Chart                 | 1            |
| US Adult Pop Songs (Billboard)         | 25           |

## Сертификаты
| Страна                    | Сертификат (продажи) |
| ------------------------- | -------------------- |
| Австралия (ARIA)          | 2× Платиновый        |
| Канада (Canadian Hot 100) | Платиновый           |

## История релизов
| Регион    | Дата            | Формат                    |
| --------- | --------------- | ------------------------- |
| США       | 25 апреля 2011  | Цифровой формат, CD сингл |
| Канада    | 25 апреля 2011  | Цифровой формат, CD сингл |
| США       | 16 августа 2011 | Ротация на радио          |
| Индонезия | 28 декабря 2011 |                           |
| Индонезия | 14 января 2012  |                           |
| Малайзия  | 26 января 2012  |                           |